# Marie Naylor

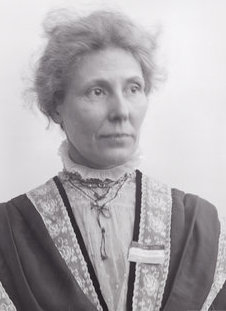
Marie Naylor, 1909

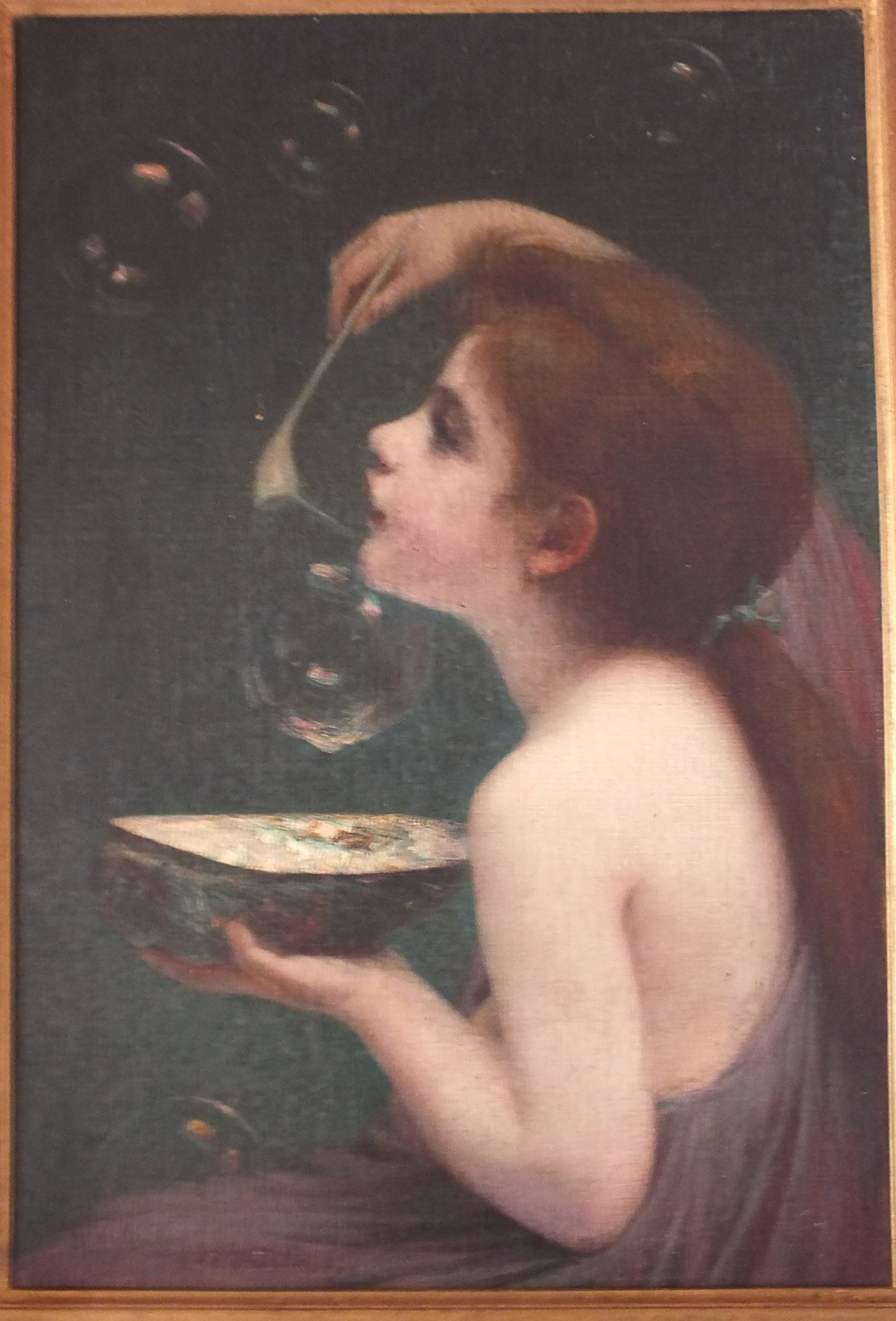
Marie Naylor: Bubbles, Paris, ca. 1890

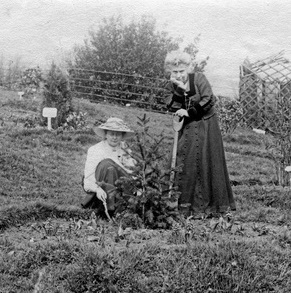
Marie Naylor beim Setzen einer Felsengebirgs-Tanne mit Mary Blathwayt im Garten von Eagle House, 1910

Marie Jane Naylor (* 1856 in London; † 1940 in Richmond) war eine englisch-britische Künstlerin und Suffragette.

## Leben
Naylor studierte Kunst und stellte 1890 ein Selbstporträt in der Royal Academy of Arts aus, das von The Illustrated London News kommentiert wurde. Sie studierte in Paris und stellte in verschiedenen Ausstellungen aus; 1898 hatte sie eine Einzelausstellung in Le Barc de Boutteville, bevor sie nach Großbritannien zurückkehrte, wo sie begann sich für das Frauenwahlrecht zu engagieren.
1907 trat sie der Women’s Social and Political Union (WSPU) bei, nachdem sie zuvor schon den nicht-militanten Frauenwahlrechtsvereinen National Union of Women’s Suffrage Societies und Central Society for Women’s Suffrage angehört hatte. Im selben Jahr wurde sie bei einer Demonstration vor dem Unterhaus verhaftet, jedoch ohne Anklage freigelassen. In einem Artikel, den sie in der Zeitschrift Votes for Women veröffentlichte, erklärte sie, sie sei bereit, „diesen Frauen ins Gefängnis oder in den Tod zu folgen“. Im Februar 1908 war Naylor eine von mehreren Suffragetten, darunter Vera Wentworth und die Schwestern Georgina und Marie Brackenbury, die an dem gewagten sogenannten „Pantechnicon-Überfall“ teilnahm. Dabei wurde ein Möbelwagen (pantechnicon) als trojanisches Pferd benutzt, um zwanzig Suffragetten zum Unterhaus zu bringen, von denen dann eine Gruppe versuchte die Lobby zu stürmen. Naylor wurde verhaftet, diesmal aber zu einer sechswöchigen Haftstrafe im Holloway Prison verurteilt. Nach ihrer Entlassung wurde sie eine regelmäßige Rednerin bei WSPU-Versammlungen. Emily Blathwayt bezeichnete sie als „eine ihrer [der WSPU] besten Londoner Rednerinnen“.
In den Jahren 1909 und 1910 wohnte sie in Eagle House der Familie von Mary Blathwayt. Wie andere Suffragette pflanzte sie im Garten des Hauses (Annie’s Arboretum) zum Gedenken an den Einsatz der Suffragetten; in ihrem Fall war es am 9. April 1910 eine Felsengebirgs-Tanne.
Im November 1911 zerschlug sie eine Glasscheibe in einem Fenster des Innenministeriums. Während des nachfolgenden Prozesses behauptete sie, dies sei die einzige vorsätzliche Sachbeschädigung gewesen, die sie je begangen habe.
Als Emmeline Pankhurst am 14. Juni 1928 starb, war Naylor neben anderen ehemaligen Suffragetten wie Georgina und Marie Brackenbury, Marion Wallace Dunlop, Harriet Kerr, Mildred Mansel, Kitty Marshall, Rosamund Massy, Ada Wright und Barbara Wylie eine ihrer Sargträgerinen.
Naylor starb 1940 in Richmond während eines Luftangriffs.